# Heimspiel Knyphausen
Das Heimspiel Knyphausen ist ein von Gisbert zu Knyphausen veranstaltetes Musikfestival, das seit 2009 auf dem Weingut Baron Knyphausen zwischen Eltville und Erbach im Rheingau stattfindet.

## Geschichte

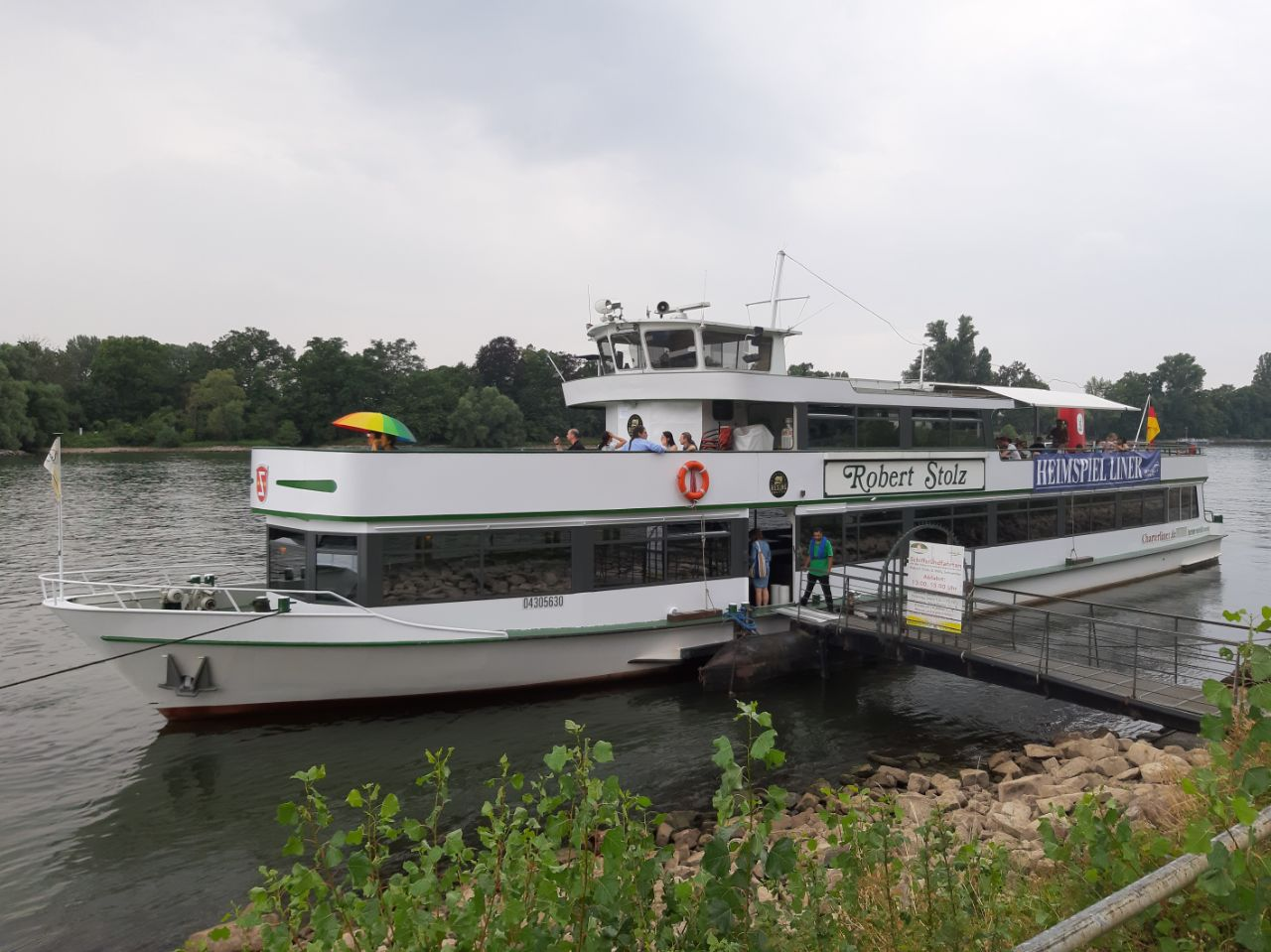
Programmpunkt seit 2017: Die Rheinrundfahrt um die Mariannenaue mit dem Heimspiel-Liner

Das erste musikalische Heimspiel des deutschsprachigen Sängers und Songwriters Gisbert zu Knyphausen fand 2009 anlässlich einer Kunstausstellung auf dem Weingut der Familie Knyphausen statt. In den Jahren darauf lud Gisbert mit seiner Band Kid Kopphausen und anderen befreundeten Musikern jeden Sommer auf den Draiser Hof zum Konzert. 2013 legte er selbst eine Bühnenpause ein, blieb aber Gastgeber des Heimspiels. Im selben Jahr rief Knyphausen einen Wettbewerb für regionale Songschreiber-Talente ins Leben: die Heimspiel Hoffnung. 2014 wurde das beschauliche Freiluftkonzert auf zwei Tage ausgedehnt und mauserte sich zu einem Indie-Festival, das Besucher aus dem ganzen Bundesgebiet anzieht. Seit 2017 findet das Heimspiel Knyphausen über drei Tage statt und ist mit einer durch das Areal bedingten Begrenzung auf etwa 2.200 Besucher innerhalb kurzer Zeit ausverkauft, noch bevor die auftretenden Musiker und Bands bekanntgegeben wurden. 2020 fand das Heimspiel Knyphausen aufgrund der COVID-19-Pandemie als dreitägiges Streaming-Festival statt. 2021 wurde es auf vier Tage ausgedehnt mit jeweils zwei bestuhlten Konzerten am Abend. Kuratiert wird das Festival von Gisbert zu Knyphausen und Benjamin Metz.

## Charakter
Das Heimspiel Knyphausen zeichnet sich durch seine familiäre Gemütlichkeit und die entspannte Atmosphäre eines Picknicks zwischen Weinreben aus. Die Nähe zum Wein zeigt das Kulturprogramm auch in der Präsenz des hausgemachten Rieslings, der von den Festivalbesuchern in Maßen und stilechten Heimspiel-Gläsern (bedruckt mit dem Line-up des Tages) getrunken wird.  

„Der Hof ist einfach sehr schön, mit alten Bäumen und Weinbergen. Das hat einfach 'ne tolle Atmosphäre, und den Rest gibt der Riesling dazu. Weil mein Vater darauf besteht, es ist ein Weingut, soll nur Wein getrunken werden an alkoholischen Getränken. Es gibt keinen Bierausschank. Und der Riesling hat so eine ganz tolle friedvolle Atmosphäre.“

## Musiker und Bands

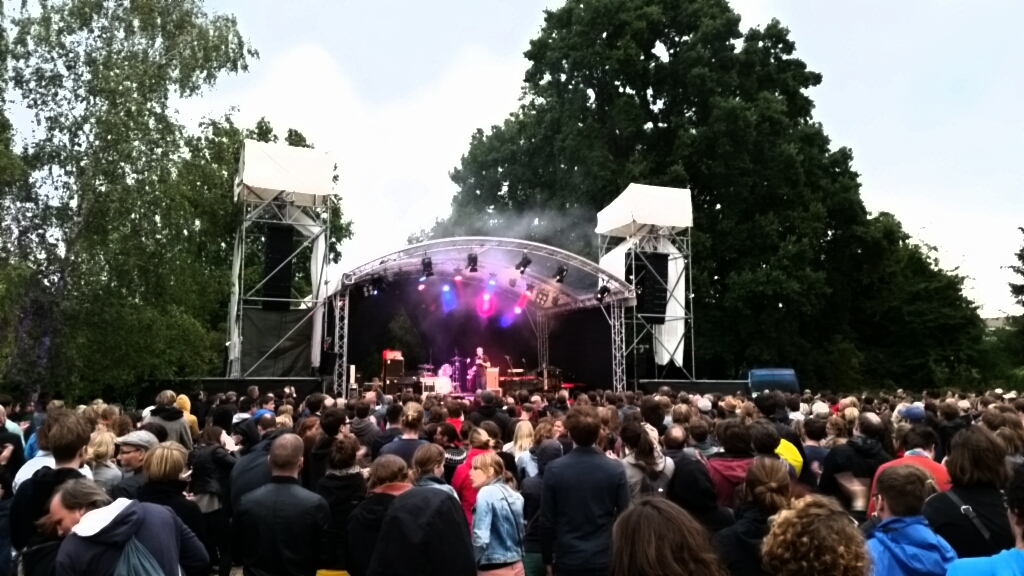
Heimspiel Knyphausen 2015

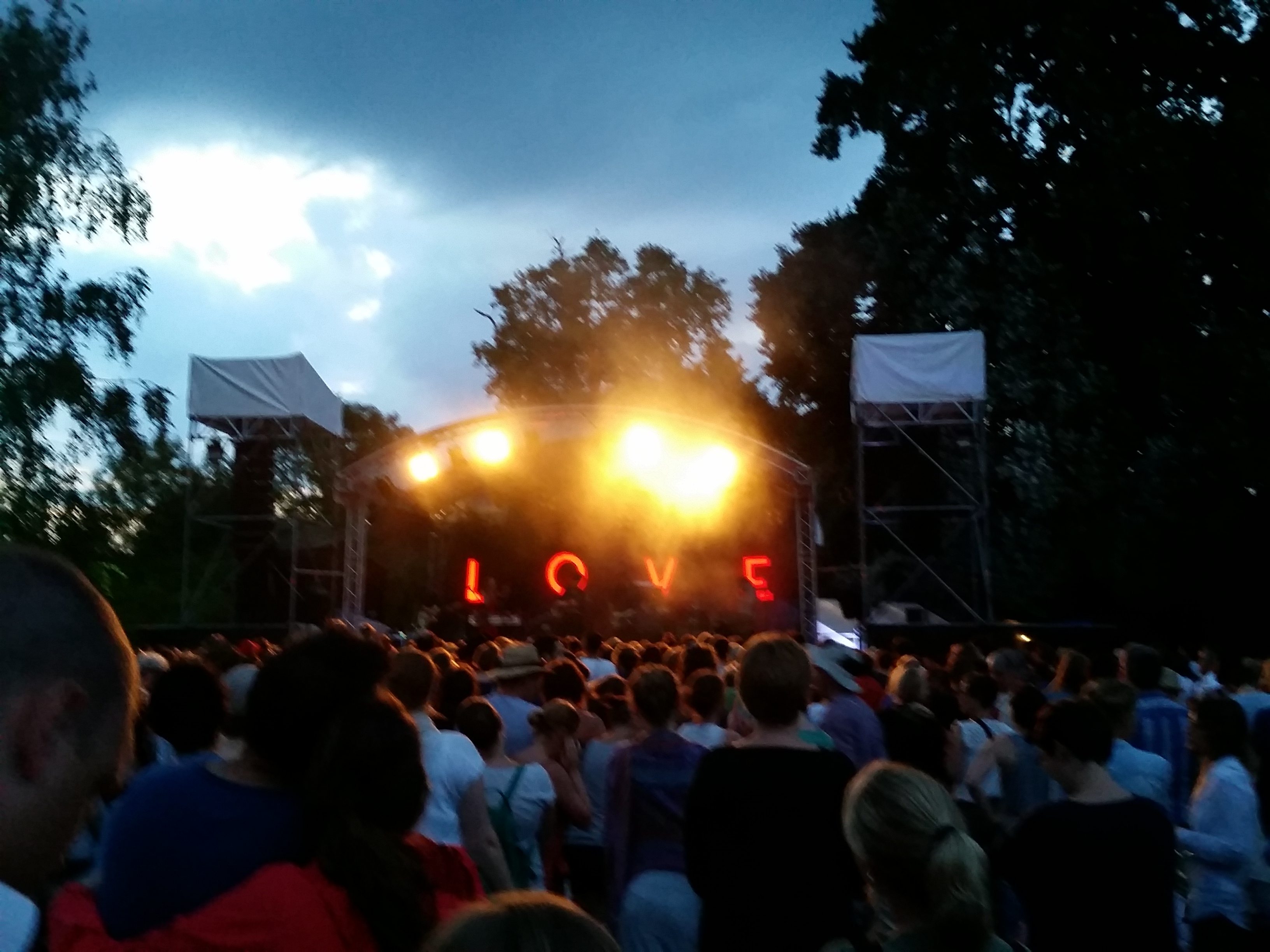
Get Well Soon auf dem Heimspiel Knyphausen 2016

### 2012
Sonntag, 15. Juli 2012: Gisbert zu Knyphausen, Cäthe, Mika Doo

### 2013
Samstag, 27. Juli 2013: Niels Frevert, Sophie Hunger, Niclas DeWinter

### 2014
Samstag, 26. Juli 2014: Sarah and Julian Muldoon (Heimspiel-Hoffnung), Olli Schulz, Käptn Peng & die Tentakel von Delphi
Sonntag, 27. Juli 2014: Pallett, Die höchste Eisenbahn, Gisbert zu Knyphausen & Kid Kopphausen Band

### 2015
Samstag, 25. Juli 2015: Gisbert zu Knyphausen (solo), Gustav, Kante
Sonntag, 26. Juli 2015: Bees Village (Heimspiel-Hoffnung), Cold Specks, Yasmine Hamdan, Villagers

### 2016
Samstag, 23. Juli 2016: Moop Mama, Mark Berube, Die Nerven, Sophie Hunger & Band
Sonntag, 24. Juli 2016: Lilly Among Clouds (Heimspiel-Hoffnung), David Lemaitre, Enno Bunger, Get Well Soon

### 2017
Freitag, 21. Juli 2017: Dino Joubert, Hauschka, Element of Crime
Samstag, 22. Juli 2017: Lùisa (Heimspiel-Hoffnung), Locas in Love, Gisbert zu Knyphausen, The Notwist
Sonntag, 23. Juli 2017: Torpus & The Art Directors, Judith Holofernes (krankheitsbedingt abgesagt, stattdessen:) AnnenMayKantereit

### 2018
Freitag, 27. Juli 2018: Wolfgang Müller, ÄTNA, Kettcar
Samstag, 28. Juli 2018: Yippie Yeah (Heimspiel-Hoffnung), Simon Joyner, Kevin Morby, Käptn Peng & die Tentakel von Delphi
Sonntag, 29. Juli 2018: Alice Phoebe Lou, Gisbert zu Knyphausen & Band

### 2019
Freitag, 26. Juli 2019: Ilgen-Nur, GURR, Tocotronic
Samstag, 27. Juli 2019: Nullmillimeter (Heimspiel-Hoffnung), Theodor Shitstorm, ClickClickDecker, Another Sky, Brandt Brauer Frick
Sonntag, 28. Juli 2019: Fortuna Ehrenfeld, Niels Frevert

### 2020
Freitag, 24. Juli 2020: Children, Moddi, Die Höchste Eisenbahn
Samstag, 25. Juli 2020: Shari Vari, Porridge Radio, Isolation Berlin, Altın Gün, Gisbert zu Knyphausen
Sonntag, 26. Juli 2020: Black Sea Dahu, Wallis Bird

### 2021
Donnerstag, 29. Juli 2021: Stefanie Schrank, Die Höchste Eisenbahn
Freitag, 30. Juli 2021: Ole (Heimspiel-Hoffnung), Gisbert zu Knyphausen & Kai Schumacher
Samstag, 31. Juli 2021: Finn Ronsdorf (statt wie angekündigt ÄTNA), Sophie Hunger
Sonntag, 1. August 2021: Lùisa, Black Sea Dahu

### 2022
Freitag, 29. Juli 2022: David Julian Kirchner, Husten, Bilderbuch
Samstag, 30. Juli 2022: Katharina Kollmann (Heimspiel-Hoffnung), Nicht Seattle, Klebe, Friedberg, Algiers, Yin Yin
Sonntag, 31. August 2022: Nullmillimeter, Lisa Morgenstern, Porridge Radio

### 2023
Freitag, 28. Juli 2023: Willy Mason, Dry Cleaning, Meute
Samstag, 29. Juli 2023: Juli Gilde, Die toten Crackhuren im Kofferraum, Muff Potter, Martin Kohlstedt, Ätna
Sonntag, 30. Juli 2023: Paula Paula, Tristan Brusch, Dota Kehr

## Rezeption
Die Zeitschrift Rolling Stone beschrieb das Heimspiel Knyphausen als das „Ascot unter den Musikfestivals, an der Riviera von Eltville“ und eine „wunderbare Open-Air-Sause.“ Intro attestierte dem Festival ein „geschmackssicheres Line-up“ („zumindest, wenn man auf gehobene Songwritingkunst und vorwiegend akustische Gitarren steht“) und stellt sich alle Jahre wieder die Frage: „Ist das Heimspiel Knyphausen nun eines der gemütlichsten Festivals Deutschlands oder bloß die geschmackssicherste Weinprobe im Rheingau?“ Das jmc Magazin bezeichnete das Heimspiel als „eine der intimsten und charmantesten Open-Air-Konzertveranstaltungen des Landes [...] nicht nur wegen der besonderen Location und der ausgefallenen Atmosphäre, sondern auch gerade weil hier in den letzten Jahren immer ein mit viel Liebe zusammengestelltes Line-Up präsentiert wurde.“